# Pig Islet
Pig Islet är en holme i Kiribati.   Den ligger i örådet Caroline och ögruppen Linjeöarna, i den västra delen av landet, 4 300 km öster om huvudstaden Tarawa. Pig Islet ligger 8 meter över havet. Arean är 0,79 kvadratkilometer.
Terrängen på Pig Islet är mycket platt. Öns högsta punkt är 13 meter över havet. Den sträcker sig 1,9 kilometer i nord-sydlig riktning, och 1,4 kilometer i öst-västlig riktning.